# Rozmagnesowanie

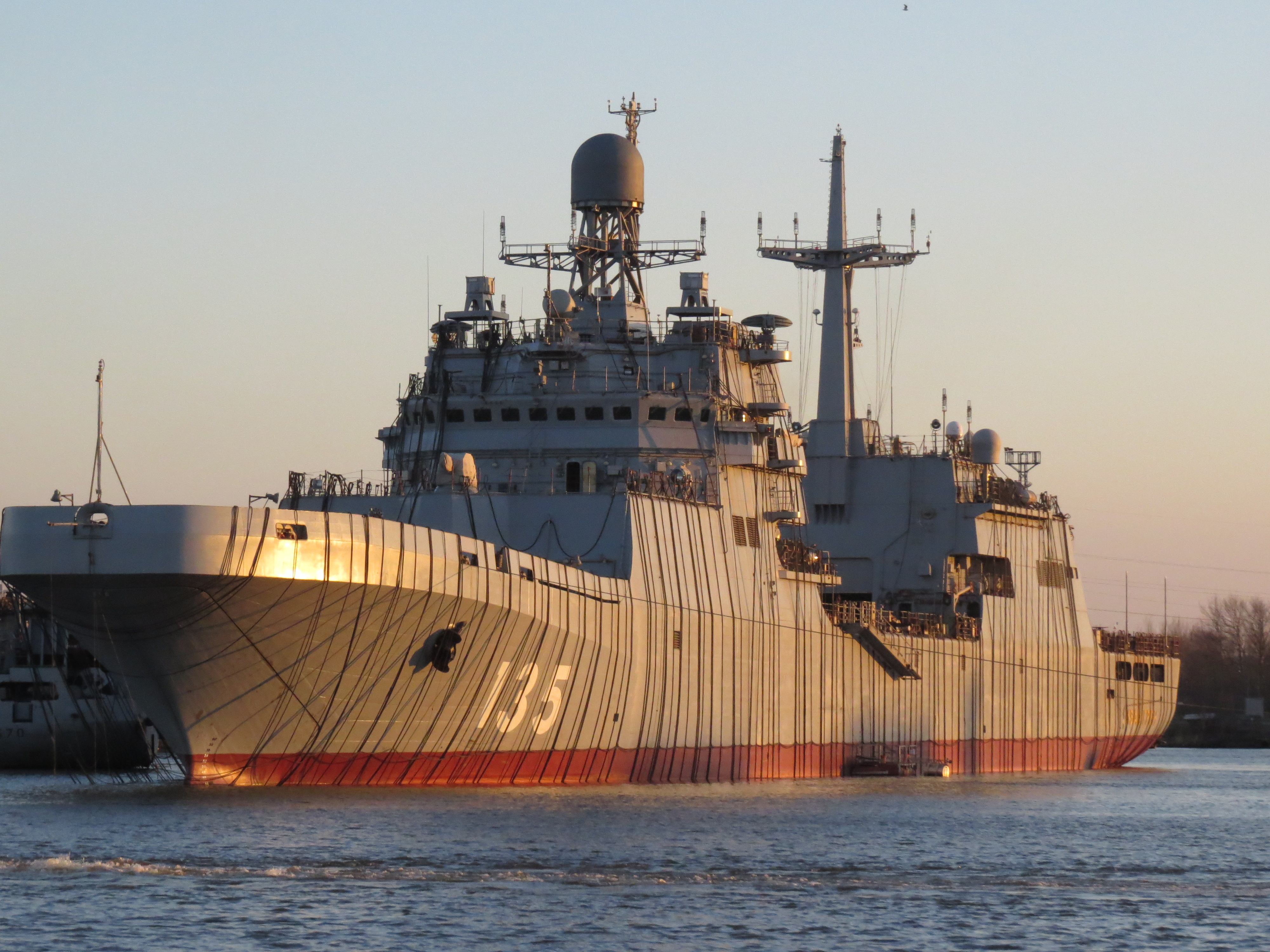
Uzwojenie demagnetyzacjne nawinięte na okręcie

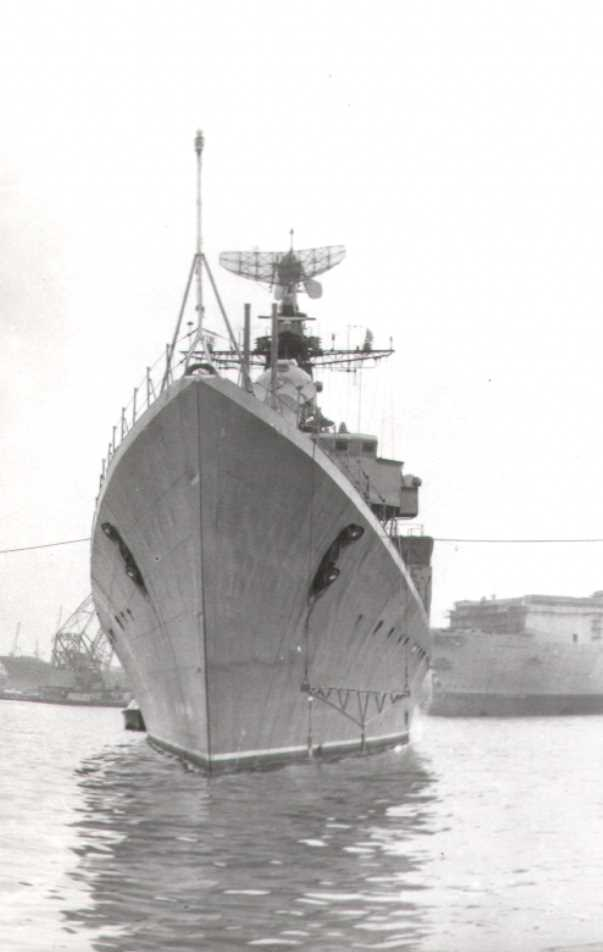
ORP Warszawa na beczkach. Na burcie wisi rama z sondami magnetometru.

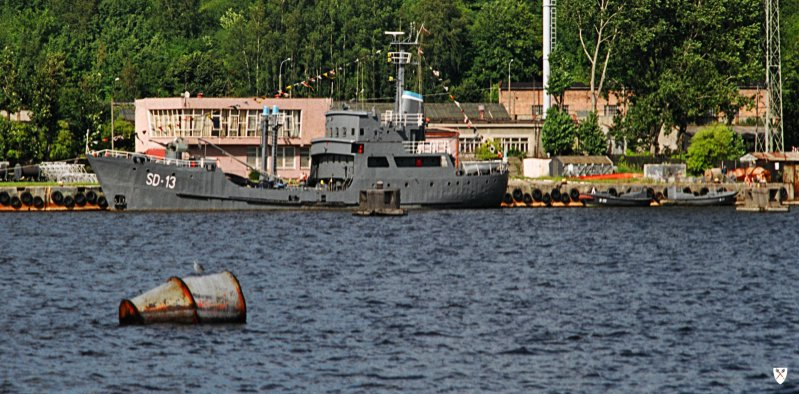
Pływająca stacja demagnetyzacyjna SD-13 na tle Brzegowej Stacji Demagnetyzacyjnej.
Na pierwszym planie beczka poligonu demagnetyzacyjnego.

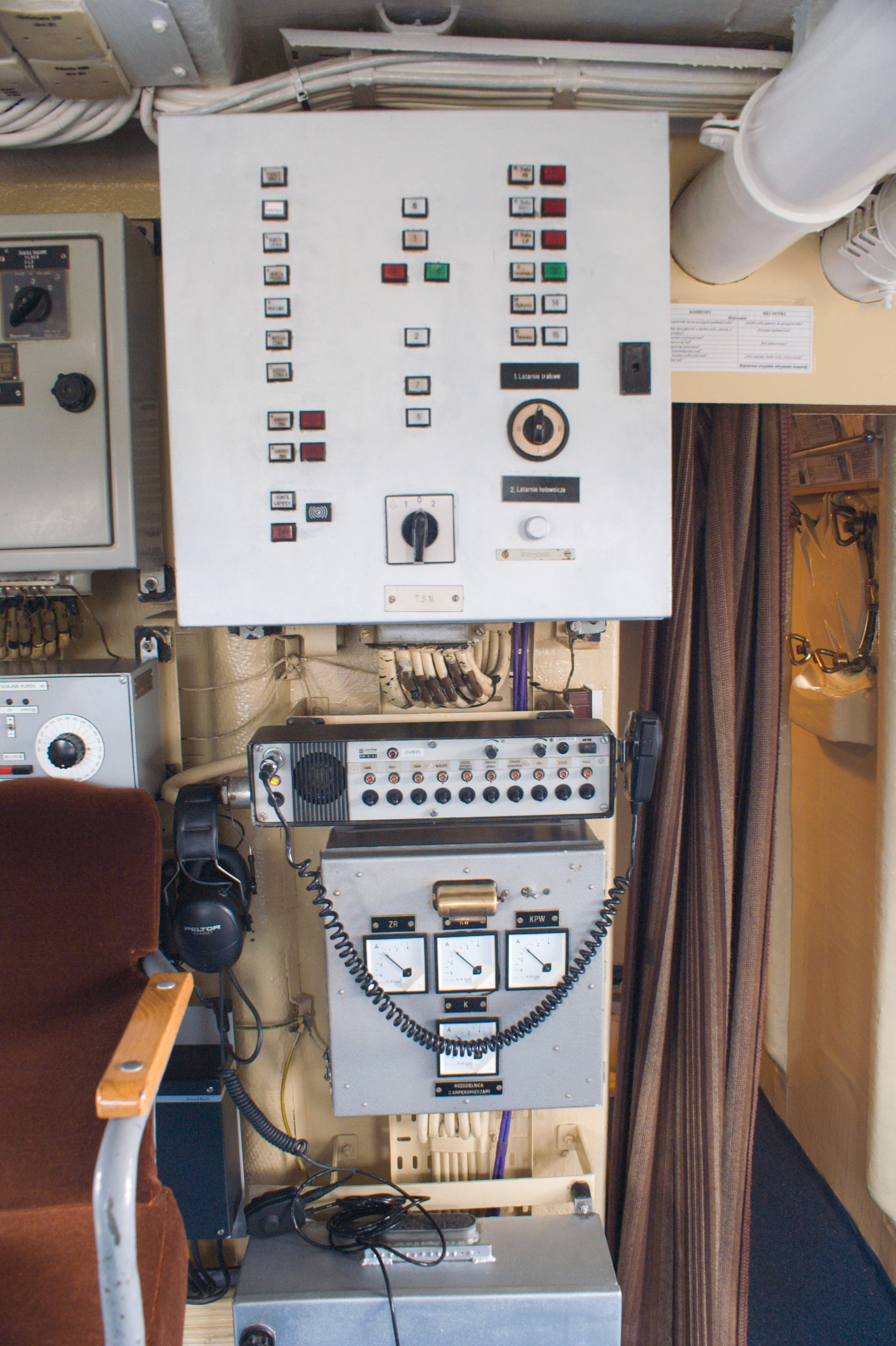
Amperomierze stałych uzwojeń demagnetyzacyjnych na trałowcu ORP Mielno.

Rozmagnesowanie, demagnetyzacja (demag) – usunięcie namagnesowania np. narzędzi, okrętów itp. 
Wykonuje się je zanikającym, przemiennym polem magnetycznym. Małe przedmioty (narzędzia, maski kineskopów) rozmagnesowuje się przesuwając je przez cewkę zasilaną prądem zmiennym z sieci. 
Do rozmagnesowania detali w zależności od ich wielkości i kształtu stosuje się:
- przenośne listwy demagnetyzujące
- stoły demagnetyzujące
- bramki demagnetyzujące

Dla większych np. okrętów metoda ta jest mało skuteczna. Dla małych jednostek pływających stosowana była z miernym skutkiem w NRD. Została zarzucona. 
Statki i okręty rozmagnesowują brzegowe albo pływające stacje demagnetyzacyjne. W celu rozmagnesowania nawijają uzwojenia bezpośrednio na okręcie. Rozmagnesowanie przeprowadzają gwałtownie rozładowując baterie kondensatorów, zasilając z przetwornicy wirowej albo agregatów demagnetyzacyjnych. Dawniej stosowane były do tego celu także wyeksploatowane baterie akumulatorów okrętów podwodnych.
W Polsce kontrolę pola magnetycznego okrętów przeprowadza się w czasie okresowego przepływania przez bramki przy torpedowni "Formozie". Tam także można korygować pole przełączając stałe uzwojenia demagnetyzacyjne. Dokładne pomiary i regulacje przeprowadza się na poligonie demagnetyzacyjnym.
Rozmagnesowanie zmniejsza pole magnetyczne okrętu i zabezpiecza przed magnetycznymi minami morskimi.
Stała stacja demagnetyzacyjna znajduje się w VIII basenie portu w Gdyni.
W Polsce używano od 1955 pływających stacji demagnetyzacyjnych: "SD-20", "SD-21" i "SD-22", zastąpionych od 1971 przez okręty projektu B208 ("SD-11", "SD-12" i "SD-13"). Pływające stacje demagnetyzacyjne były ponadto produkowane seryjnie przez polskie stocznie dla ZSRR.